# Ròmul Augústul
Flavi Ròmul August, nascut el 461, va ser el penúltim emperador romà d'Occident (475-476). Es desconeix la seva història després de la seva deposició. Fou nomenat pel seu pare, el general Orestes, que s'havia rebel·lat contra l'emperador Juli Nepot. El seu exèrcit es va veure superat per l'ofensiva de l'ostrogot Odoacre que finalment fou reconegut rei d'Itàlia, el territori que encara quedava de l'antic Imperi Romà d'Occident.

## Orestes
Ròmul August era fill del general Orestes, un militar probablement d'origen got nascut a Pannònia, i de la filla del comte Ròmul, un noble romà del Nòric. Orestes havia estat un col·laborador del rei dels huns Àtila, i, com a tal, havia viatjat a Constantinoble en missió diplomàtica. Després de mort Àtila, Orestes es posà al servei de l'Imperi d'Occident; l'any 474, l'emperador occidental Juli Nepot el nomenà comandant en cap de la guarnició i li concedí el títol de patrici.
Aprofitant que les tropes d'Itàlia, formades principalment per mercenaris germànics, li eren més lleials a ell que no pas a l'emperador, durant l'agost del 475 Orestes organitzà un cop d'estat en què les tropes marxaren contra Ravenna, i Juli Nepot fugí cap a la Dalmàcia.

## Accés al tron
Després de la fugida de Juli Nepot, Orestes controlava el poder a Itàlia; ara bé, per origen familiar, ell era mig bàrbar mig romà; per això, li va semblar més convenient no proclamar-se emperador ell mateix sinó col·locar al tron el seu fill Flavi Ròmul August, el qual fou coronat emperador d'Occident el 31 d'octubre del 475. Per la seva banda, però, l'Imperi d'Orient no reconegué pas Ròmul com a emperador sinó que continuava considerant com a legítim emperador d'Occident Juli Nepot, exiliat a Dalmàcia.

## Regnat
Ròmul August, un nen a qui el seu pare havia posat com a emperador, fou objecte d'escarni entre els seus contemporanis; un motiu de befa del noi era el seu nom mateix Ròmul, el del mític fundador de Roma, nom que canviaven pel de Mòmil (petita desgràcia), i August, el títol que l'any 27 aC el Senat havia concedit a Octavi, després d'haver vençut Marc Antoni i haver quedat com a únic amo de l'imperi; la victòria d'Octavi August havia posat fi a les guerres civils del segle i aC i havia dut a una etapa d'esplendor de l'Imperi; com que la situació de l'imperi al segle v, amb la majoria de les províncies occidentals envaïdes pels bàrbars, era precària, i Ròmul August no era, evidentment, un general victoriós com en el seu temps ho havia estat Octavi August, a Itàlia hom li posà el malnom d'Augústul (August el petit), d'ací que avui dia molts historiadors l'anomenin Ròmul Augústul. Mai va ser reconegut fora d'Itàlia com un governant legítim.

## Deposició
Només deu mesos després de la proclamació de Ròmul com a emperador, va produir-se una sedició de les tropes. La causa de l'alçament es trobava en el fet que a les altres províncies de l'Imperi d'Occident, els caps germànics aliats de Roma havien rebut la concessió de dos terços de les propietats dels terratinents romans, una mesura, però, mai no aplicada a Itàlia; ara bé, Orestes havia promès aquesta mena de concessió als mercenaris germànics si l'ajudaven a destronar Juli Nepot, una promesa que, després, Orestes va voler oblidar.
El dirigent del motí fou Odoacre, rei dels hèruls, qui posà setge a la ciutat de Ticinum (Pavia), on Orestes s'havia fortificat; un cop rendida i saquejada la ciutat, Orestes fou dut presoner a Piacenza, on va ser executat l'agost del 476; Pau, germà d'Orestes, fou mort a Ravena, on, el 4 de setembre del 476, Odoacre obligà Ròmul a abdicar.

## Destí final
A Odoacre li va fer pena matar un noi com Ròmul; per això, en va tenir prou fent-lo desterrar a la vil·la de Lucul·le en una illa al golf de Nàpols (Campània) que fou des de llavors un castell fortificat (Castell de l'Ou), amb una pensió anual pel seu sosteniment. A partir d'aquest moment, resulta desconeguda la trajectòria vital de Ròmul August; no sabem quan va morir, però, segons sembla, pot ser que vers els anys 507-511, Ròmul encara continués viu. Hi ha una carta escrita per Cassiodor, el secretari de Teodoric el Gran que esmenta l'enviament d'una pensió a Ròmul l'any 507 i probablement es tracta de Ròmul August. En tot cas, després de la seva abdicació, no va representar cap mena de paper polític important.

## Últim emperador d'Occident

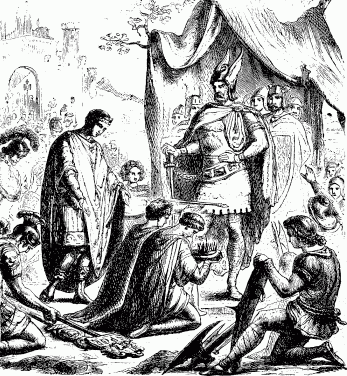
El jove Ròmul August, agenollat, cedeix la corona a Odoacre. Dibuix de Charlotte May Yonge.

Després de l'abdicació de Ròmul, el senat, Odoacre i Juli Nepot van enviar delegats a Constantinoble per entrevistar-se amb l'emperador d'Orient Zenó; el cabdill dels hèruls reclamava ser nomenat virrei d'Itàlia, mentre que Juli Nepot volia recuperar el tron perdut el 475; al final, Zenó va decidir que Odoacre fos virrei d'Itàlia, però reconeixent l'autoritat de Juli Nepot com a emperador legítim; així, fins al 480, quan morí assassinat, s'encunyaren monedes amb l'efígie de Nepot a Itàlia, a la Dalmàcia i als territoris de la Gàl·lia controlats pel general romà Siagri.
Per això, s'ha generat la polèmica sobre si és correcte considerar, com generalment es fa, Ròmul August com a l'últim emperador d'Occident; al capdavall, després del 476, Juli Nepot fou reconegut per l'emperador Zenó de nou com a emperador occidental; de fet, però, poca gent a Itàlia acatà l'autoritat de Juli el 476;mentre que Odacre s'apropiava el títol de rex per a ell.El senat va escriure a l'emperador d'Orient perquè imposés la seva autoritat sobre Juli Nepot i Odoacre, tornant a unir els dos imperis (occident i orient) sota un sol governant. La carta deia: «a Occident ja no cal un emperador propi… la majestat d'un sol monarca és suficient per preservar i protegir, al mateix temps, tant Orient com Occident». Zenó va respondre'ls que Juli Nepot era el seu legítim sobirà, però tampoc no va dur a terme cap mesura de pressió per obligar-los a obeir-lo; Zenó va reconèixer Odoacre com a patrici d'Itàlia i acceptà les insígnies imperials d'Occident quan Odoacre les hi envià.
No hi va haver cap altre emperador a Occident fins que el dia de Nadal de l'any 800 el papa Lleó III coronà emperador el rei dels francs Carlemany.

## Ròmul August en la literatura
Ròmul August és el protagonista de l'obra teatral de Friedrich Dürrenmatt Ròmul el Gran, la qual tracta, amb moltes llicències respecte de la història, la fi de l'Imperi d'Occident. Per altra banda, Ròmul August és també un dels personatges de la novel·la de Valerio Massimo Manfredi L'última legió, en la qual, després d'haver perdut l'imperi, Ròmul troba un nou destí a Britànnia; aquesta novel·la enllaça Ròmul amb les llegendes del rei Artús i del mag Merlí.